# 1990년 동계 아시안 게임
1990년 동계 아시안 게임은 1990년 3월 9일부터 3월 14일까지 일본 홋카이도 삿포로에서 열렸다. 원래 인도에서 열리기로 했으나, 기술적인 문제나 재정이 부족했기 때문에 다시 삿포로로 가게 된다. 이번 대회에서는 중화 타이베이(중화민국), 필리핀, 이란이 처음으로 참가하였다.

## 참가국
- 이란
- 일본 (개최국)
- 중국
- 중화 타이베이
- 대한민국
- 조선민주주의인민공화국
- 인도
- 몽골
- 필리핀

다음 국가는 선수단이 참가하지 않았고, 임원만 파견하였다.
- 홍콩

## 종목
- 알파인 스키
- 바이애슬론
- 크로스컨트리 스키
- 아이스하키
- 쇼트트랙
- 스피드스케이팅

### 시범 종목
- 스키점프

## 메달 집계
| 순위 | 국가                   | 금메달 | 은메달 | 동메달 | 합계 |
| ---- | ---------------------- | ------ | ------ | ------ | ---- |
| 1    | 일본                   | 18     | 16     | 13     | 47   |
| 2    | 중국                   | 9      | 9      | 8      | 26   |
| 3    | 대한민국               | 6      | 7      | 8      | 21   |
| 4    | 조선민주주의인민공화국 | 0      | 1      | 4      | 5    |
| 5    | 몽골                   | 0      | 0      | 1      | 1    |
| 합계 | 합계                   | 33     | 33     | 34     | 100  |

## 대회 이모저모
- 대한민국과 중국이 1회 대회에 비해 일본과의 격차를 크게 줄였다.
- 배기태 선수는 1회 대회에 이어 남자 스피드 스케이팅 1,000m에서 금메달을 획득하고, 1,500m에서도 금메달을 획득하여 2관왕에 올랐다.
- 김기훈 선수는 쇼트트랙 부문에서 3관왕에 올랐다. (남자 1000m, 1500m, 5000m 계주)
- 대한민국은 획득한 금메달 6개중 쇼트트랙에서 4개, 스피드 스케이팅에서 2개를 거두어 두 종목에 편중되는 현상을 보였다.
- 대회 개막 하루 전, 1964년 동계 올림픽 스피드 스케이팅 은메달리스트이자 이 대회에 조선민주주의인민공화국의 선수단 임원으로 참가한 한필화가 한국 전쟁 당시 헤어진 친오빠와 40년만에 극적으로 상봉하였다.